# 龙泉寺镇
龙泉寺镇，是中华人民共和国甘肃省兰州市永登县下辖的一个乡镇级行政单位。

## 行政区划
龙泉寺镇下辖以下地区：
福山村、瑞芝村、胡家湾村、龙泉村、水槽沟村、河西村、杨家营村、费家湾村、童家窑村、花园村、长涝池村、官路沟村、大涝池村、土门川村、碱柴井村和深沟村。